# Casa Joanola
La Casa Joanola és una obra barroca de Palafrugell (Baix Empordà) protegida com a Bé Cultural d'Interès Local.

## Descripció
Es tracta d'una casa unifamiliar entre mitgeres de dues plantes, d'una crugia més una altra afegida posteriorment. A la façana hi ha una porta i una finestra al pis, amb llinda i emmarcades amb pedra. A la llinda hi diu: 20 MAIG 1707, i hi ha el dibuix d'unes tisores. Al costat de la finestra, a l'altura de la segona planta hi ha una fornícula ornada amb relleus d'obra a tot al voltant fent forma de petxina. L'antiga imatge ha desaparegut. Abans de 1990 se n'hi va col·locar una altra, sense valor.
El cos afegit també presenta obertures de pedra. El ràfec és de teula i rajola en alternança. La façana és arrebossada i deixa a la vista la pedra de les obertures.